# Maurice Blanchot
Maurice Blanchot, född 22 september 1907 i Devrouze, Saône-et-Loire, död 20 februari 2003 i Le Mesnil-Saint-Denis, Yvelines, var en fransk författare, filosof och litteraturteoretiker.
Blanchot levde i skymundan och hans skönlitterära produktion var mycket sparsam. Ändå har hans språkliga experiment varit en resonansbotten för hela den postmoderna litteraturen. Hans arbeten har också starkt inverkat på ett flertal kända franska filosofer. I Blanchots egen generation gäller det bland andra Emmanuel Levinas och Georges Bataille. I den poststrukturalistiska generationen kan nämnas teoretiker som Jacques Derrida, Michel Foucault, Francois Lyotard och Gilles Deleuze.
Ett fåtal av Blanchots skönlitterära texter finns utgivna på svenska. Han introducerades på svenska av bokförlaget Umbra solis 1990 med berättelserna Döden väntar och Dagens vanvett. 2018 inledde Bokförlaget Faethon en nyutgivning av författarskapet och publicerade då även debutromanen Thomas den dunkle (1941) och Mitt dödsögonblick (1994), som tidigare saknats i bokform på svenska.
Delar av Blanchots kritiska och filosofiska produktion har utgivits av Propexus, Bokförlaget Daidalos och Bokförlaget Faethon.